# 2013–2014-es magyar női labdarúgó-bajnokság (első osztály)
A 2013–2014-es magyar nemzeti női labdarúgó-bajnokság első osztálya (hivatalos nevén: Jet-Sol Liga Női NB I 2013–14) nyolc csapat részvételével 2013. augusztus 10-én  rajtolt. A bajnoki címet a címvédő MTK Hungária FC szerezte meg, története során hatodik alkalommal.

## A bajnokság csapatai
A 2013–2014-es magyar nemzeti labdarúgó-bajnokság első osztályát nyolc csapat részvételével rendezik, melyből hat fővárosi, kettő vidéki egyesület.
| A csapat teljes neve (rövid neve) | A csapat székhelye        | Vezetőedző          | #     |
| --------------------------------- | ------------------------- | ------------------- | ----- |
| Astra Hungary FC                  | Budapest XXI., Csepel     | Dombó János         | 2.    |
| Budapest Honvéd                   | Budapest XIX., Kispest    | Földesi Károly      | 4.    |
| 1. FC Femina                      | Budapest XV., Pestújhely  | Herczku István      | 5.    |
| Ferencvárosi TC                   | Budapest IX., Ferencváros | Dörnyei Balázs      | NB II |
| MTK Hungária FC                   | Budapest VIII.            | Medgyes Péter       | 1.    |
| Szegedi AK Boszorkányok           | Szeged                    | Cserenkó Szabolcs   | 6.    |
| Újpesti TE                        | Budapest IV., Újpest      | Oroszi Sándor       | 7.    |
| Viktória FC                       | Szombathely               | Mitterstiller Csaba | 3.    |

### Változások az előző idényhez képest
Névváltozás
- A Hegyvidék SE Budapest Honvéd néven vett részt a bajnokságban[1]

Nem nevezett
- Belvárosi NLC
- Nagypáli NLSE

Feljutott a másodosztályból
- Ferencvárosi TC

## Az alapszakasz  végeredménye
| #  | Csapat                  | M  | GY | D | V  | G+ – G– | GK  | P  | Megjegyzések        |
| -- | ----------------------- | -- | -- | - | -- | ------- | --- | -- | ------------------- |
| 1. | MTK Hungária FC CV, KGY | 14 | 12 | 1 | 1  | 70–10   | +60 | 37 | Felsőházi rájátszás |
| 2. | Astra HFC               | 14 | 10 | 2 | 2  | 41–14   | +27 | 32 | Felsőházi rájátszás |
| 3. | Viktória FC             | 14 | 9  | 1 | 4  | 50–16   | +34 | 28 | Felsőházi rájátszás |
| 4. | Ferencvárosi TC Ú       | 14 | 7  | 3 | 4  | 51–21   | +30 | 24 | Felsőházi rájátszás |
| 5. | 1. FC Femina            | 14 | 3  | 5 | 6  | 19–28   | −9  | 14 | Alsóházi rájátszás  |
| 6. | Szegedi AK Boszorkányok | 14 | 3  | 1 | 10 | 16–68   | −52 | 10 | Alsóházi rájátszás  |
| 7. | Újpesti TE              | 14 | 2  | 4 | 8  | 11–56   | −45 | 10 | Alsóházi rájátszás  |
| 8. | Budapest Honvéd         | 14 | 1  | 1 | 12 | 12–57   | −45 | 4  | Alsóházi rájátszás  |

Utolsó frissítés: 2020. április 17. 
Forrás: MLSZ adatbank 
A rangsorolás alapszabályai: 1. összpontszám, 2. győzelmek száma, 3. egymás elleni eredmények összpontszáma,  4. egymás elleni eredmények gólkülönbsége, 5. egymás elleni eredmények szerzett góljainak száma 6. gólkülönbség, 7. szerzett gólok száma.
(B): Bajnokcsapat, (K): Kieső csapat, (F): Feljutó csapat, (I): Kupainduló, (R): A rájátszás győztese, (KGY): Kupagyőztes
 (CV): Címvédő, (Ú): Újonc

## Rájátszás - Alsóház

### Az alsóház végeredménye
Az alapszakasz befejezése utáni állás az alapszakaszból hozott egymás elleni eredményekkel.
| #  | Csapat                  | M | GY | D | V | G+ – G– | GK | P  | Megjegyzések |
| -- | ----------------------- | - | -- | - | - | ------- | -- | -- | ------------ |
| 1. | 1. FC Femina            | 6 | 4  | 2 | 0 | 12–6    | +6 | 14 |              |
| 2. | Budapest Honvéd         | 6 | 3  | 1 | 2 | 11–8    | +3 | 10 |              |
| 3. | Újpesti TE              | 6 | 2  | 1 | 3 | 9–11    | −2 | 7  |              |
| 4. | Szegedi AK Boszorkányok | 6 | 1  | 0 | 5 | 9–16    | −7 | 3  |              |

Utolsó frissítés: 2020. április 17. 
Forrás: MLSZ adatbank 
A rangsorolás alapszabályai: 1. összpontszám, 2. győzelmek száma, 3. egymás elleni eredmények összpontszáma,  4. egymás elleni eredmények gólkülönbsége, 5. egymás elleni eredmények szerzett góljainak száma 6. gólkülönbség, 7. szerzett gólok száma.
(B): Bajnokcsapat, (K): Kieső csapat, (F): Feljutó csapat, (I): Kupainduló, (R): A rájátszás győztese, (KGY): Kupagyőztes
 (CV): Címvédő, (Ú): Újonc

## Rájátszás - Felsőház

### A felsőház végeredménye
Az alapszakasz befejezése utáni állás az alapszakaszból hozott egymás elleni eredményekkel.
| #  | Csapat             | M | GY | D | V | G+ – G– | GK | P  | Megjegyzések |
| -- | ------------------ | - | -- | - | - | ------- | -- | -- | ------------ |
| 1. | Ferencvárosi TCÚ   | 6 | 3  | 2 | 1 | 10–9    | +1 | 11 |              |
| 2. | MTK Hungária FC CV | 6 | 2  | 3 | 1 | 12–6    | +6 | 9  |              |
| 3. | Astra HFC          | 6 | 2  | 2 | 2 | 8–6     | +2 | 8  |              |
| 4. | Viktória FC        | 6 | 0  | 3 | 3 | 4–13    | −9 | 3  |              |

Utolsó frissítés: 2020. április 17. 
Forrás: MLSZ adatbank 
A rangsorolás alapszabályai: 1. összpontszám, 2. győzelmek száma, 3. egymás elleni eredmények összpontszáma,  4. egymás elleni eredmények gólkülönbsége, 5. egymás elleni eredmények szerzett góljainak száma 6. gólkülönbség, 7. szerzett gólok száma.
(B): Bajnokcsapat, (K): Kieső csapat, (F): Feljutó csapat, (I): Kupainduló, (R): A rájátszás győztese, (KGY): Kupagyőztes
 (CV): Címvédő, (Ú): Újonc

## Helyosztó mérkőzések

### 7. helyért
| 2014. május 25. 11:00 |

| Szegedi AK Boszorkányok                             | 5–1               | Budapest Honvéd |
| --------------------------------------------------- | ----------------- | --------------- |
| Szil 34' 67' Zimányi Kovács 52' Papp 69' Szalai 86' | (1–0) Jegyzőkönyv | Vachter 65'     |

| Felső Tisza-parti stadion, Szeged Játékvezető: Bánáthy János |

| 2014. június 1. 11:00 |

| Budapest Honvéd | 1–2               | Szegedi AK Boszorkányok |
| --------------- | ----------------- | ----------------------- |
| Staar 42'       | (1–0) Jegyzőkönyv | Zimányi Kovács 48' 52'  |

| Bozsik József Stadion, Budapest Játékvezető: Zám László |

7–3-as összesítéssel a Szegedi AK Boszorkányok végzett a 7. helyen, így osztályozó mérkőzésekre jogosult az NB II második helyezettjével. A 8. helyezett búcsúzott az első osztálytól.

### 5. helyért
| 2014. május 24. 13:00 |

| 1. FC Femina | 1–0               | Újpesti TE |
| ------------ | ----------------- | ---------- |
| Folk 80'     | (0–0) Jegyzőkönyv |            |

| Budai II László Stadion, Budapest Játékvezető: Szanyi Ádám |

| 2014. május 30. 19:00 |

| Újpesti TE                 | 2–5               | 1. FC Femina                                                |
| -------------------------- | ----------------- | ----------------------------------------------------------- |
| Durkó 36' Singer-Kakuk 62' | (1–1) Jegyzőkönyv | Zólyomi 18' Balogh 46' Bernhardt 49' Szeitl 72' Tasnádi 86' |

| Bánka Kristóf Sportközpont, Budapest Játékvezető: Döme Gábor |

6–2-es összesítéssel az 1. FC Femina végzett az 5. helyen.

### 3. helyért
| 2014. május 25. 16:00 |

| Ferencvárosi TC                | 3–2               | Viktória FC         |
| ------------------------------ | ----------------- | ------------------- |
| Zeller 3' Kaján 42' Bognár 73' | (2–1) Jegyzőkönyv | Manhart 31' Kun 90' |

| Népligeti Sportcentrum, Budapest Játékvezető: Horváth János |

| 2014. június 1. 15:30 |

| Viktória FC | 0–1               | Ferencvárosi TC |
| ----------- | ----------------- | --------------- |
|             | (0–0) Jegyzőkönyv | Giovanna 73'    |

| Király Sportlétesítmény, Szombathely Játékvezető: Kártyás Katalin |

4–2-es összesítéssel a Ferencváros végzett a 3. helyen.

### Bajnoki döntő
| 2015. május 25. 18:00 |

| MTK Hungária FC    | 2–2               | Astra HFC                   |
| ------------------ | ----------------- | --------------------------- |
| Pádár 46' Méry 51' | (0–1) Jegyzőkönyv | Godvár 44' Telek-Sümegi 77' |

| Új Hidegkuti Nándor stadion, Budapest Játékvezető: Kulcsár Katalin |

| 2015. június 1. 18:00 |

| Astra HFC | 0–3               | MTK Hungária FC        |
| --------- | ----------------- | ---------------------- |
|           | (0–0) Jegyzőkönyv | Méry 76' 92' Pádár 88' |

| Csepel Hungary Club '94, Budapest Játékvezető: Bereczki Miklós |

5–2-es összesítéssel az MTK Hungária FC szerezte meg a bajnoki címet.

### Osztályozó
| 2015. június 14. 15:00 |

| Szegedi AK Boszorkányok                 | 5–2               | Zalaegerszegi TE               |
| --------------------------------------- | ----------------- | ------------------------------ |
| Zimányi Kovács 24' 68' 75' Papp 28' 57' | (2–0) Jegyzőkönyv | Végh E. 80' (öngól) Gáspár 90' |

| Felső Tisza-parti stadion, Szeged Játékvezető: Takács Tamás |

| 2015. június 21. 14:00 |

| Zalaegerszegi TE | 2–7               | Szegedi AK Boszorkányok                                           |
| ---------------- | ----------------- | ----------------------------------------------------------------- |
| Végh 69' 76'     | (0–4) Jegyzőkönyv | Papp 5' Zimányi Kovács 10' 34' 58' Lipták 27' Szil 87' Szalai 91' |

| ZTE Aréna, Zalaegerszeg Játékvezető: Barna Gábor |

12–4-es összesítéssel a Szegedi AK Boszorkányok bennmaradt az NB I-ben.

## A bajnokság  végeredménye
| #  | Csapat                  | M  | GY | D | V  | G+ – G– | GK  | P  | Megjegyzések               |
| -- | ----------------------- | -- | -- | - | -- | ------- | --- | -- | -------------------------- |
| 1. | MTK Hungária FC (B)     | 20 | 14 | 4 | 2  | 82–16   | +66 | 46 | 2014–15-ös Bajnokok Ligája |
| 2. | Astra HFC               | 20 | 12 | 4 | 4  | 49–20   | +29 | 40 |                            |
| 3. | Ferencvárosi TC         | 20 | 10 | 5 | 5  | 61–30   | +31 | 35 |                            |
| 4. | Viktória FC             | 20 | 9  | 4 | 7  | 54–29   | +25 | 31 |                            |
| 5. | 1. FC Femina            | 20 | 7  | 7 | 6  | 31–34   | −3  | 28 |                            |
| 6. | Újpesti TE              | 20 | 4  | 5 | 11 | 20–67   | −47 | 17 |                            |
| 7. | Szegedi AK Boszorkányok | 20 | 4  | 1 | 15 | 25–84   | −59 | 13 |                            |
| 8. | Budapest Honvéd (K)     | 20 | 4  | 2 | 14 | 23–65   | −42 | 14 | NB II                      |

Utolsó frissítés: 2020. április 17. 
Forrás: MLSZ adatbank 
A rangsorolás alapszabályai: 1. összpontszám, 2. győzelmek száma, 3. egymás elleni eredmények összpontszáma,  4. egymás elleni eredmények gólkülönbsége, 5. egymás elleni eredmények szerzett góljainak száma 6. gólkülönbség, 7. szerzett gólok száma.
(B): Bajnokcsapat, (K): Kieső csapat, (F): Feljutó csapat, (I): Kupainduló, (R): A rájátszás győztese, (KGY): Kupagyőztes
 (CV): Címvédő, (Ú): Újonc

## A góllövőlista élmezőnye
Összesített góllövőlista
| Név                  | Csapat                  | Gól | A  | R |
| -------------------- | ----------------------- | --- | -- | - |
| Pádár Anita          | MTK Hungária FC         | 28  | 22 | 6 |
| Heike Manhart        | Viktória FC             | 19  | 18 | 1 |
| Zeller Dóra          | Ferencvárosi TC         | 17  | 13 | 4 |
| Telek-Sümegi Éva     | Astra HFC               | 15  | 11 | 4 |
| Méry Rita            | MTK Hungária FC         | 14  | 11 | 3 |
| Nagy Lilla           | MTK Hungária FC         | 13  | 9  | 4 |
| Staar Gabriella      | Budapest Honvéd         | 11  | 4  | 7 |
| Zimányi Kovács Anikó | Szegedi AK Boszorkányok | 11  | 8  | 3 |
| Diószegi Fanni       | Ferencvárosi TC         | 9   | 9  | – |
| Giovanna             | Ferencvárosi TC         | 9   | 3  | 6 |
| Kaján Zsanett        | Ferencvárosi TC         | 9   | 8  | 1 |
| Vágó Fanny           | MTK Hungária FC         | 9   | 9  | – |
| Mosdóczi Evelin      | Ferencvárosi TC         | 8   | 8  | – |